# Jean Vermeire
Jean Vermeire (28 september 1918 - ca. 25 september 2009) was een Belgisch journalist, ondernemer en een prominent Waals collaborateur tijdens de Tweede Wereldoorlog. Hij wordt als de rechterhand  van Rex-leider Léon Degrelle beschouwd.

## Levensloop

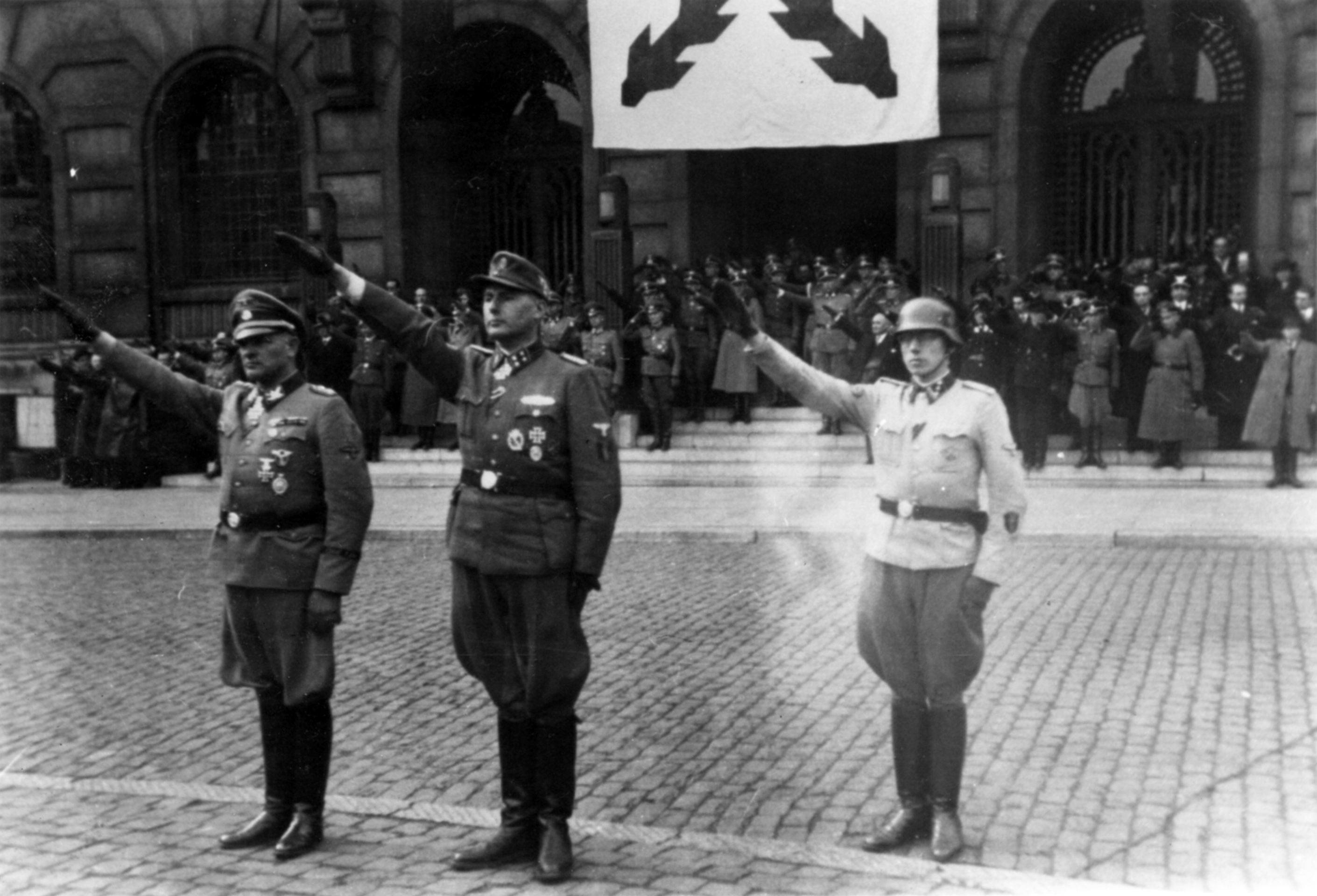
Charleroi: Josef Dietrich, Léon Degrelle, Jean Vermeire

In de jaren dertig was Vermeire een medewerker van Hergé in het katholieke blad 'Le Vingtième Siècle', meer bepaald in de jongerenuitgave 'Le Petit Vingtième'. Onder de journalisten van het blad leerde hij Léon Degrelle kennen en sloot vriendschap met hem. Hoewel hij zelf nooit bij Rex aansloot, werd hij journalist bij het partijblad 'Le Pays Réel'.
Tijdens de Tweede Wereldoorlog behoorde hij tot de radicale pro-Duitse en Nationaalsocialistische vleugel van de collaboratie. Hij sloot zich als oorlogscorrespondent aan bij het Waals Legioen dat aan het oostfront tegen de Sovjet-Unie vocht. Hij promoveerde er tot de rang van kapitein. Na zijn terugkeer in België zorgde hij ervoor dat gematigde figuren uit Rex geen gehoor meer kregen bij de Duitse instanties. De banden met de SS werden aangehaald en Vermeire werd tijdens het laatste oorlogsjaar persoonlijk vertegenwoordiger van Degrelle in Berlijn. Hij nam ook de controle waar over de DEWAG, de Deutschwallonische Arbeitsgemeinschaft.
Na de oorlog werd hij ter dood veroordeeld maar verkreeg gratie en kwam in 1951 vrij. Hij dreef voortaan handel in textielmachines. Hij hernam het contact met de inmiddels naar Spanje gevluchte Degrelle en behoorde tot zijn intimi. Op 12 juni 1989 organiseerde hij in zijn villa in Spanje een ontmoeting van Léon Degrelle met een honderdvijftigtal oudgedienden van de 'Légion Wallonne'. Het was Vermeire die na de dood van de Rex-leider zijn as uitstrooide op een geheimgehouden plek.
Vermeire was vanaf 1958 actief in organisaties die steun verleenden aan voormalige leden van de SS Légion Wallonne. Hij was ook actief in Les Bourguignons, de meest radicale oud-oostfrontorganisatie in Franstalig België en stond er vanaf 1984 aan het hoofd van. Het blad van de vereniging heette Le Téméraire. Zijn autoritair optreden was niet naar ieders zin en in de jaren negentig kwam een dissidente vereniging tot stand onder de naam 'Le Dernier Carré'.
In Maart 2009 zond de RTBF een documentaire uit gewijd aan Degrelle, zijn omgeving en zijn sympathisanten. Ook Vermeire werd geïnterviewd. Hij overleed tijdens een verblijf in zijn villa in Spanje in de laatste dagen van september 2009. Hij werd aldaar gecremeerd en zijn as werd discreet naar België overgebracht, waar op 2 oktober de asuitstrooiing plaatsvond.